# Port lotniczy Belfast-City George Best
Port lotniczy Belfast-City George Best lub port lotniczy City im. George'a Besta w Belfascie, ang.: George Best Belfast City Airport, irl.: Aerfort Chathair Bhéal Feirste, kod IATA: BHD, kod ICAO: EGAC) – międzynarodowe miejskie lotnisko (ang.: city airport) obsługujące Belfast w Irlandii Północnej w Wielkiej Brytanii. Port lotniczy City jest oddalony  3,2 km od centrum miasta. Posiada jedną utwardzoną drogę startową o długości 1829 metrów.
Dawniej, lotnisko było znane jako Belfast Harbour Airport, a później – Belfast City Airport.
W 2006 nadano mu imię George Best Belfast City, upamiętniając słynnego piłkarza George'a Besta.
Port im. Besta jest drugim lotniskiem Belfastu. Głównym portem lotniczym miasta, a zarazem Irlandii Północnej, jest port lotniczy Belfast-International, posiadający długie drogi startowe, obsługujący loty transatlantyckie.

## Historia i właściciel portu City
Lotnisko wybudowano w 1937 i nazwano Sydenham Airport. W 2003 lotnisko zostało sprzedane hiszpańskiej firmie Ferrovial za £35 milionów.
Ferrovial jest bardzo dużym inwestorem światowym z naciskiem na ruch lotniczy. Po niedawnej częściowej sprzedaży swoich udziałów w najruchliwszym lotnisku Australii – porcie Sydney-Kingsford Smith, nadal posiada 79% tego portu, a jako właściciel nowonabytego zarządcy brytyjskich lotnisk, BAA, włada dużymi portami lotniczymi w Wielkiej Brytanii, w tym Londyn-Gatwick i Londyn-Stansted, jak i również dziewięcioma portami lotniczymi w Meksyku oraz jednym w Chile.

## Zmiana nazwy

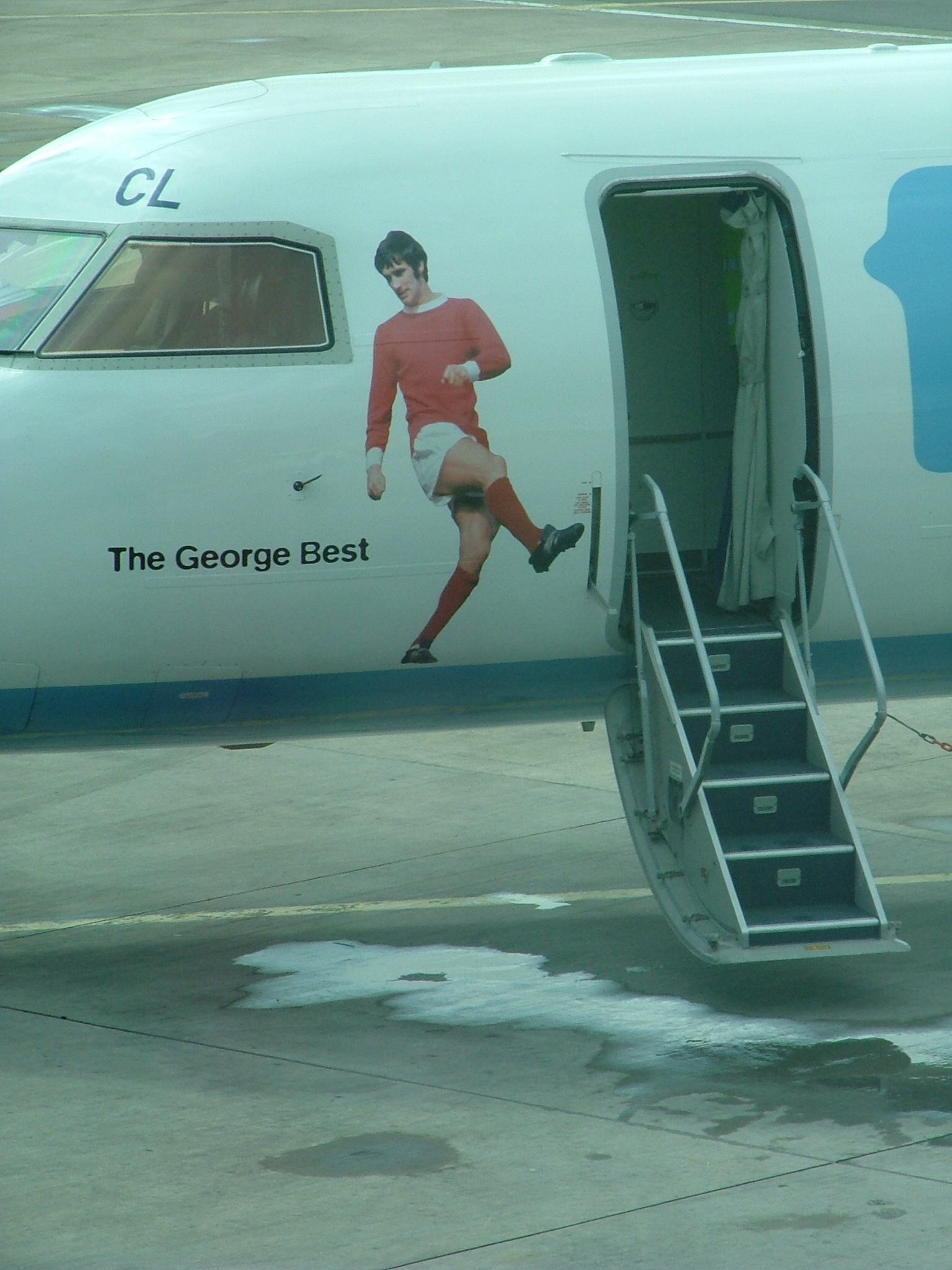
Grafika George'a Besta na samolocie linii lotniczej Flybe

Władze lotniska w marcu 2006 postanowiły zmienić nazwę portu lotniczego ku pamięci piłkarza George'a Besta. Wywołało to kontrowersje w Irlandii Północnej i gdzie indziej, jako że sam George Best był osobą kontrowersyjną, a poza tym, część społeczności wyraziła w sondażu życzenie nadania patronatu piłkarza raczej nowemu stadionowi piłkarskiemu. Przychylnych było 52% respondentów wypowiadających się na temat nadania patronatu Besta portowi lotniczemu Belfast City. W tym samym czasie, lokalna linia lotnicza Flybe umieściła podobiznę George'a Besta na kadłubie samolotu Bombardier-Dash 8 o numerze rejestracyjnym G-JECL.

## Linie lotnicze i połączenia
| Linia lotnicza  | Kierunek |
| --------------- | --- |
| Aer Lingus      | 1. Birmingham 2. Cardiff 3. East Midlands 4. Edynburg 5. Exeter 6. Glasgow 7. / Wyspa Man 8. Leeds/Bradford 9. Manchester 10. Newcastle 11. Newquay 12. Southampton Sezonowo: 1. / Jersey Sezonowe czartery: 1. Werona |
| British Airways | 1. Londyn-City 2. Londyn-Heathrow Sezonowe czartery: 1. Bolonia 2. Palma de Mallorca |
| EasyJet         | 1. Bristol 2. Glasgow 3. Liverpool 4. Londyn-Gatwick 5. Londyn-Luton 6. Manchester Sezonowo: 1. Alicante (od 2 maja 2024) 2. Palma de Mallorca (od 24 czerwca 2024)                                                    |
| KLM             | 1. Amsterdam |
| Loganair        | 1. Aberdeen 2. Inverness |
| Lufthansa       | 1. Frankfurt |